# August Berg
August Berg, född 1979, är en svensk trummis som har spelat i grupperna First Aid Kit, Avantgardet, Moneybrother, Ironville och Florence Valentin.